# Elvio Ruffino
Elvio Ruffino (Udine, 9 ottobre 1951 – Udine, 27 febbraio 2019) è stato un politico italiano.
Presidente del consiglio comunale a Udine e presidente regionale dell'ANPI friuliano, è stato deputato per la XII e XIII legislatura nelle file del PDS-DS e segretario regionale del PDS in Friuli-Venezia Giulia e componente dell'ufficio di presidenza dell'Anpi, Associazione nazionale partigiani d'Italia nel comitato provinciale di Udine.